# Вейлівілл (Меріленд)
Вейлівілл (англ. Whaleyville) — переписна місцевість (CDP) в США, в окрузі Вустер штату Меріленд. Населення — 192 особи (2020).

## Географія
Вейлівілл розташований за координатами 38°23′13″ пн. ш. 75°17′51″ зх. д. / 38.38694° пн. ш. 75.29750° зх. д. (38.387037, -75.297538).  За даними Бюро перепису населення США в 2010 році переписна місцевість мала площу 2,49 км², з яких 2,48 км² — суходіл та 0,00 км² — водойми.

## Демографія
Згідно з переписом 2010 року, у переписній місцевості мешкало 149 осіб у 56 домогосподарствах у складі 38 родин. Густота населення становила 60 осіб/км².  Було 66 помешкань (27/км²).
Расовий склад населення:
| - 93,3 % — білих - 5,4 % — чорних або афроамериканців |

До двох чи більше рас належало 1,3 %. Частка іспаномовних становила 0,7 % від усіх жителів.
За віковим діапазоном населення розподілялося таким чином: 18,8 % — особи молодші 18 років, 62,4 % — особи у віці 18—64 років, 18,8 % — особи у віці 65 років та старші. Медіана віку мешканця становила 45,1 року. На 100 осіб жіночої статі у переписній місцевості припадало 96,1 чоловіків;  на 100 жінок у віці від 18 років та старших — 98,4 чоловіків також старших 18 років.
Цивільне працевлаштоване населення становило 91 осіб. Основні галузі зайнятості: мистецтво, розваги та відпочинок — 23,1 %, роздрібна торгівля — 17,6 %, освіта, охорона здоров'я та соціальна допомога — 16,5 %, публічна адміністрація — 15,4 %.